# Олимпийский комитет Новой Зеландии
Олимпийский комитет Новой Зеландии (англ.  New Zealand Olympic Committee; уникальный код МОК — NZL) — организация, представляющая Новую Зеландию в международном олимпийском движении. Штаб-квартира расположена в Парнелле. Комитет основан в 1911 году, был принят в МОК в 1919 году, является членом ОНОК, организует участие спортсменов из Австралии в Олимпийских Играх, Играх Содружества и других международных соревнованиях.
Действующими представителями НОК Новой Зеландии в МОК являются хоккеист на траве Барри Майстер (с 2010 года), и олимпийская чемпионка в парусном спорте Барбара Кендалл (с 2011 года).